# Elite Model Look
L'Elite Model Look è un concorso di bellezza che è organizzato annualmente dall'agenzia di moda Elite Model Management. Il concorso ha una cadenza annuale per la ricerca di un nuovo volto da lanciare nel mondo della moda. Simile al concorso Supermodel of the World della Ford Models, il concorso vede la candidatura ogni anno di circa 350.000 aspiranti modelli, di età compresa tra i 14 ed i 25 anni, provenienti da almeno 70 differenti paesi del mondo.
Una fase preliminare riguardante ogni singola nazione vede la selezione di una rappresentante (dal 2014 anche di un rappresentante uomo) che accederà alla fase finale, organizzata in una città del mondo (per cinque volte la fase finale è stata svolta a Nizza e Shanghai). Durante le circa due settimane di servizi e "prove", una giuria dedicata seleziona dal variegato gruppo 15-25 aspiranti tra cui ci sarà il vincitore che, assieme al secondo e terzo classificato della competizione, ricevono un contratto con l'agenzia di moda sponsor della manifestazione.

## Edizioni
| Anno | Vincitore              | Nazionalità         | Altri concorrenti | Città della finale                 |
| ---- | ---------------------- | ------------------- | --- | ---------------------------------- |
| 1983 | Lisa Hollenbeck        | Stati Uniti         | Tatjana Patitz - Cindy Crawford - Stephanie Seymour | Acapulco, Messico                  |
| 1985 | Frédérique van der Wal | Paesi Bassi         | - | Port Louis, Mauritius              |
| 1986 | Maria Lindkvist        | Svezia              | Karen Mulder | Forte dei Marmi, Italia            |
| 1987 | Debbie Chin            | Stati Uniti         | - | Taormina, Italia                   |
| 1988 | Kelley Browne          | Stati Uniti         | Kate Fischer - Catherine McCord | Atami, Giappone                    |
| 1989 | Inés Sastre            | Spagna              | Natasha Henstridge | Parigi, Francia                    |
| 1990 | Wendy Weldhuis         | Paesi Bassi         | Georgina Grenville - Ingrid Vandebosch | Rio de Janeiro, Brasile            |
| 1991 | Ingrid Seynhaeve       | Belgio              | Kate Dillon Levin | New York, Stati Uniti d'America    |
| 1992 | Mariamm Molski         | Stati Uniti         | Diane Kruger - Eugenia Silva - Oxana Zubakova | New York, Stati Uniti d'America    |
| 1993 | Heidi Albertsen        | Danimarca           | Martina Kajfez - Inés Rivero | Miami Beach, Stati Uniti d'America |
| 1994 | Natal'ja Semanova      | Russia              | Gisele Bündchen - Esther Cañadas - Kristanna Loken | Ibiza, Spagna                      |
| 1995 | Sandra Wagner          | Svizzera            | Emma Blocksage - Eihi Shiina - Elenoire Casalegno | Seul, Corea del Sud                |
| 1996 | Diana Koval'čuk        | Ucraina             | Alessandra Ambrosio - Michelle Alves - Ana Beatriz Barros - Isabeli Fontana - Nina Morić - Jill McCormick - Petra Němcová - Ujjwala Raut - Katia Zygouli | Nizza, Francia                     |
| 1997 | Yfke Sturm             | Paesi Bassi         | Franziska Knuppe - Juliana Martins - Viera Schottertova - Nataša Vojnović                                                                                | Nizza, Francia                     |
| 1998 | Alina Puşcău           | Romania             | Mara Darmousli - Tat'jana Kovylina - Mia Rosing - Sandra Seifert                                                                                         | Nizza, Francia                     |
| 1999 | Vika Semencova         | Ucraina             | Raica Oliveira - Karishma Modi - Kate Nauta - Lara Stone                                                                                                 | Nizza, Francia                     |
| 2000 | Linda Vojtová          | Rep. Ceca           | Alena Martanovičová - Arantxa Santamaria - Elena Santarelli                                                                                              | Ginevra, Svizzera                  |
| 2001 | Rianne ten Haken       | Paesi Bassi         | Emina Cunmulaj - Tracy Ip - Dayana Mendoza - Renata Ruiz                                                                                                 | Nizza, Francia                     |
| 2002 | Ana Mihajlović         | Serbia e Montenegro | Ximena Huilipán - Enikő Mihalik - Özge Ulusoy | Tunisi, Tunisia                    |
| 2003 | Denisa Dvončová        | Slovacchia          | Charlott Cordes - Karina Rivero - Hanna Verboom - Chiara Baschetti                                                                                       | Singapore, Singapore               |
| 2004 | Sofie Oosterwaal       | Paesi Bassi         | Vanessa Ceruti - Danijela Dimitrovska - Michaela Hlaváčková - Michaela Kocianová                                                                         | Shanghai, Cina                     |
| 2005 | Charlotte di Calypso   | Francia             | Helen Nicolette Henson | Shanghai, Cina                     |
| 2006 | Denisa Dvořáková       | Rep. Ceca           | Constance Jablonski - Manasvi Mamgai - Sigrid Agren - Zivanna Letisha Siregar                                                                            | Marrakech, Marocco                 |
| 2007 | Jennifer Messelier     | Francia             | Tamar Shedania - Dorothea Barth-Jörgensen - Hana Jiříčková - Juana Burga Cervera - Noelia López - Rolene Strauss - Ymre Stiekema                         | Praga, Repubblica Ceca             |
| 2008 | Louise Maselis         | Belgio              | Fei Fei Sun - Cynthia de la Vega - Fiama Di Wills - Cora Emmanuel - Josefina Cisternas                                                                   | Sanya, Cina                        |
| 2009 | Julia Saner            | Svizzera            | Caterina Ravaglia - Ming Xi - Simona Andrejic - Nyasha Matonhodze - Manon Pieto                                                                          | Sanya, Cina                        |
| 2010 | Karolina Tolkačova     | Ucraina             | Camilla Zecca - Erjona Ala - Hou Meng Die - Lucette van Beek - Alma Durand - Roberta Narciso - Karin Savkova - Camille Cerf (finalista Francia)          | Shanghai, Cina                     |
| 2011 | Julia Schneider        | Svezia              | Amra Čerkezović - Joséphine Le Tutour - Li Xiao Xing - Lieve Dannau - Pauline Hoarau - Lieke van Houten - Lenka Hanakova - Aliona Denisenco              | Shanghai, Cina                     |
| 2012 | Marilhéa Peillard      | Francia             | Manuela Frey - Vittoria Ceretti - Ysaunny Brito - Trinidad de la Noi - Alecia Morais - Ilenia Biato - Antonina Petković                                  | Shanghai, Cina                     |
| 2013 | Eva Klimková           | Rep. Ceca           | Anita Zet - Viktoria Machajdik - Amilna Estevão - Estelle Chen - Alexandra Tyga - Dalma Baczay - Ruth Bell                                               | Shenzhen, Cina                     |
| 2014 | Barbora Podzimková ♀   | Rep. Ceca           | Greta Varlese - Awa Sanoko - Mayowa Nicholas - Kim Jeong-woo -                                                                                           | Shenzhen, Cina                     |
| 2014 | James Richard Parker ♂ | Italia              | Greta Varlese - Awa Sanoko - Mayowa Nicholas - Kim Jeong-woo -                                                                                           | Shenzhen, Cina                     |
| 2015 | Anouk Thijssen ♀       | Paesi Bassi         | Matilde Rastelli - Angelo Amirante - Chiara Leone - María Almenta - Kristian Černík - Aneta Měšťanová - Charlotte Corn                                   | Milano, Italia                     |
| 2015 | Tristan Tymen ♂        | Francia             | Matilde Rastelli - Angelo Amirante - Chiara Leone - María Almenta - Kristian Černík - Aneta Měšťanová - Charlotte Corn                                   | Milano, Italia                     |
| 2016 | Jana Tvrdíková ♀       | Rep. Ceca           | Carlotta Fusillo - Tommaso Corò - Tallulah Jasper - Cosima Lagae - Zara Bicha                                                                            | Lisbona, Portogallo                |
| 2016 | Davidson Obennebo ♂    | Nigeria             | Carlotta Fusillo - Tommaso Corò - Tallulah Jasper - Cosima Lagae - Zara Bicha                                                                            | Lisbona, Portogallo                |
| 2017 | Valerija Čenskaja ♀    | Russia              | Noah Deric - Mona Tougaard - Valeria Buldini - Alessandro Caroppo                                                                                        | Milano, Italia                     |
| 2017 | Antonio Freitas ♂      | Brasile             | Noah Deric - Mona Tougaard - Valeria Buldini - Alessandro Caroppo                                                                                        | Milano, Italia                     |
| 2018 | ♀                      |                     | Beatrice Gasparini - Alberto Boschetti |                                    |
| 2018 | ♂                      |                     | Beatrice Gasparini - Alberto Boschetti |                                    |